# Xkrude
Xkrude es una banda de metal alternativo procedente de Jaén, Andalucía, España formada en 1997 con un estilo que mezcla recursos del rap y del metal extremo.

## Historia
Este cuarteto nació de la unión de los miembros de (X) Extremaunción, (XKRU) Krucifijo y (DE) Depressed en 1997 y ha participado en más de 100 conciertos. Lítox (voz), Chino (batería), Sebax (guitarra), Fregonax (guitarra) y Vicente (bajo) formaban el grupo en ese momento. En 1999, editaron su primer demo, “Deshumanize”, y siete meses después editaron “Evolución Terminal”. El grupo no consiguió vender la maqueta en una cadena importante de tiendas de discos en España, lo que causaría una profunda crisis y que Fregonax y Chino abandonaran la banda. Se incorporaría en la batería Nano (Clown) y Sebax sería el único guitarrista.
Esta formación grabaría su demo “Xrude” en marzo de 2000, donde ya aparecen temas de su primer álbum “Sangre”. Empezaron a "moverla" seriamente y dieron sus primeros conciertos. Entre 2001 y 2002, grabaron su álbum debut que tiene 12 temas que podrían "encasillarse " dentro del metal con influencias de Mudvayne, Brujería y Slipknot. Pronto entraron en negociaciones con el sello Octubre Records para editarlo en España. Cuando tienen "cerrado" todo para editarlo, se rompió el contrato porque el sello desapareció. El grupo decidió poner el disco gratis en su web, un webzine chileno empezó a apoyarles y el grupo se dio a conocer en España, Chile y en otros países sudamericanos.
En 2002, fueron seleccionados para participar en el tributo a Rammstein grabando un tema “Versión X”. Este tributo jamás salió a la venta; estaban más grupos españoles implicados. El grupo empezó a tocar fuera de su provincia dando conciertos en Madrid, en toda Galicia, Sevilla y Málaga. En 2003, entraron en el estudio a grabar 4 temas que compondrían su EP “Teoría del Caos” lo editarían y empezarían a "moverlo".
En 2004, fueron llamados por la agencia de management “Freak Producciones” que trabaja con las bandas A.N.I.M.A.L. y SKUNK DF y empezaron a trabajar con ellos. Organizaron una gira de presentación del disco “Sangre” y el EP “Teoría del Caos”. En Chile, presentarían el disco “Sangre (Teoría)”, formado por el LP “Sangre” y el EP ”Teoría del Caos”, en Santiago de Chile (como cabezas de cartel del Festival Fuck To School) donde cerca de 900 personas les esperaban para presentar el álbum. En diciembre de 2004, grabarían también dos temas (Problemas y Fatalismo) en directo durante ese festival.
Entre enero y mayo de 2005, comenzaron una gira por toda la península ibérica; en verano hicieron algunas fechas y grabaron un pre-demo con 8 temas de su próximo álbum. Darían sus últimos conciertos de 2005 en Granada ante cerca de 600 personas y en Málaga ante 400 personas, acompañando a conocidas bandas españolas. En Colombia, fueron llamados para que a mediados de diciembre editaran su EP “Teoría del Caos” que sería el anticipo del nuevo disco que se editaría allí en marzo; en Chile y España se editaría simultáneamente en febrero de 2006. También comenzarían la gira por la península y en octubre irían a Sudamérica a presentar el nuevo álbum. En marzo de 2006, serían los teloneros de Soulfly en las tres fechas españolas.
A principios de 2014 anunciaron su disolución, aunque sus componentes seguirán en activo en otros proyectos musicales.
El 6 de marzo de 2018 anunciaron nuevas actuaciones en Chile contando con dos de sus antiguos componentes, batería (Nanoxk) y voz (Litoxk). 
El 16 de noviembre de 2018 anunciaron que celebrarían el 20.º aniversario por los escenarios de Chile en febrero del 2019. Los que formarían la banda en esas actuaciones serían Litoxk, Jay Silvey, Poli Cádiz, Diego y Toño.
En agosto de 2019 empezaron la grabación del EP "Sólo filosofía", del que, el 19 de marzo de 2020, debido a las medidas de confinamiento y aislamiento social por el COVID-19, hicieron público el tema "Sólo uno" sin haber terminado toda la producción audiovisual asociada al EP. En este trabajo se unieron a la banda Paulina y David F. Castro.

## Discografía
DEMOS
- Deshumanize (Demo) (1999)

1. Charly
2. Deshumanized
3. La creación
4. The Voice
5. Único
6. Inertia (exit is in the viaduct)
7. La Comida de mis Perros

- Evolución terminal (Demo) (Bombtrack Records, 2000)

1. Sin Despertar
2. Civilizado
3. Charly
4. Criogenización
5. La Comida De Mis Perros

- Xkrude (Demo) (Bombtrack Records, 2001)

1. Sangre
2. Diario
3. Parásitos
4. Civilizado

DISCOS DE ESTUDIO
- Sangre (Bombtrack Records, 2002)

1. On
2. Problemas
3. Sangre
4. Esclavos
5. Parásitos
6. Tiempo
7. Sin Despertar
8. I'm So Human
9. Lo Que Nunca Sabrás
10. Diario
11. Civilizado
12. Diox
13. The Hunter

- Del alimento de las cicatrices (Rompiendo Records, 2007)

1. No Se
2. Cíclico, Empírico
3. Mi Mente No Es Mía
4. El Orden del Desorden
5. Zona Oculta
6. Evolución Terminal v.02
7. Venganza
8. Nueva Conciencia
9. Jode el Puto Sistema
10. Do You Believe?

- Del último día (Rompiendo Records, 2009)

1. Intro
2. Después de Todo
3. El camino
4. Libre
5. Únicamente
6. Lo Podrás Hacer
7. Transformando
8. Ilusiones en Realidades
9. Muere o Vive
10. Otro
11. Destino
12. Insólito
13. Antes del Fin

- LaMadre (Independiente, 2013)

1. Intro
2. Revienta
3. Ego
4. Tu Corazón
5. Caronte
6. Cerberos
7. LaMadre
8. Reflejo
9. Lápidas
10. Doctrina
11. Permanezco

EP
- Teoría del caos (Bombtrack Records, 2004)

1. La Ley
2. Mentiras
3. XK
4. Fatalismo

- Sólo Filosofía (Bombtrack Records, 2020)

1. Inmolación
2. Mesiax
3. Sólo Uno
4. Huella
5. Extraordinarios
6. Donde Palpita El Tiempo

EDICIONES ESPECIALES
- Sangre (Teoría) (BTS Chile, 2004)

1. La Ley
2. Mentiras
3. XK
4. Fatalismo
5. Problemas
6. Sangre
7. Esclavos
8. Parásitos
9. Tiempo
10. Sin Despertar
11. I'm So Human
12. Lo Que Nunca Sabrás
13. Diario
14. Civilizado
15. Diox
16. The Hunter

## Miembros
Formación actual:
- David F. Castro
- Diego
- Jay Silvey
- Litoxk
- Paulina
- Toño

Miembros anteriores:
- Nanoxk (Batería)
- Mario (Voz, Percusión )
- Vicente (Bajo)
- Sebaxk (Guitarra)
- xKike (Guitarra)